# Mindstorms: Children, Computers and Powerful Ideas
Mindstorms: Children, Computers, and Powerful Ideas é uma obra do educador Seymour Papert, publicada originalmente pela Basic Books em 1980.
Nela o autor propõe um ambiente único de aprendizado baseado em computação, que denomina de "Microworld". A sua crença principal sobre o "design" do Microworld é que ele complementa os mecanismos naturais de construção de conhecimento das crianças, conhecidos como abordagem construtivista para conhecer e aprender. A sua primeira implicação é que a aprendizagem Microworld afetará profundamente a qualidade do conhecimento adquirido.
Esta obra é uma das primeiras grandes tentativas de mediar a tecnologia educacional baseada em computador com as teorias de Jean Piaget sobre a aprendizagem e o conhecimento.
O sistema LEGO Mindstorms de construções programáveis recebeu o seu nome após o lançamento da obra.